# گلم‌کبود سفلی (سرپل‌ذهاب)
گلم‌کبود سفلی (سرپل‌ذهاب )، روستایی از توابع بخش مرکزی شهرستان سرپل ذهاب در استان کرمانشاه ایران است.

## جمعیت
این روستا در دهستان حومه‌سرپل قرار دارد و براساس سرشماری مرکز آمار ایران در سال ۱۳۸۵، جمعیت آن ۱۱۲ نفر (۲۳خانوار) بوده‌است.